# Глубокий (Краснодарский край)
Глубо́кий — посёлок в Новокубанском районе Краснодарского края.
Административный центр Новосельского сельского поселения.

## История
Посёлок зарегистрирован 23 июня 1952 года.

## Население
| 2002 | 2010  | 2021  |
| ---- | ----- | ----- |
| 3468 | ↗3698 | ↘3686 |

## Улицы
| - ул. 30 лет Победы, - ул. Армавирская, - пер. Гагарина, - ул. Гагарина, - ул. Горького, - ул. Жукова, - ул. Калинина, | - ул. Колхозная, - ул. Комарова, - ул. Крупской, - ул. Крылова, - ул. Ленина, - ул. Мира, - ул. Молодёжная, | - ул. Некрасова, - ул. Новая, - ул. Островского, - ул. Прифермская, - ул. Суворова, - ул. Чехова, - ул. Школьная. |